# Vulcanella acanthoxea
Vulcanella acanthoxea är en svampdjursart som först beskrevs av Tanita och Kazuo Hoshino 1989.  Vulcanella acanthoxea ingår i släktet Vulcanella och familjen Pachastrellidae. Inga underarter finns listade i Catalogue of Life.